# Esquemas táticos do futebol

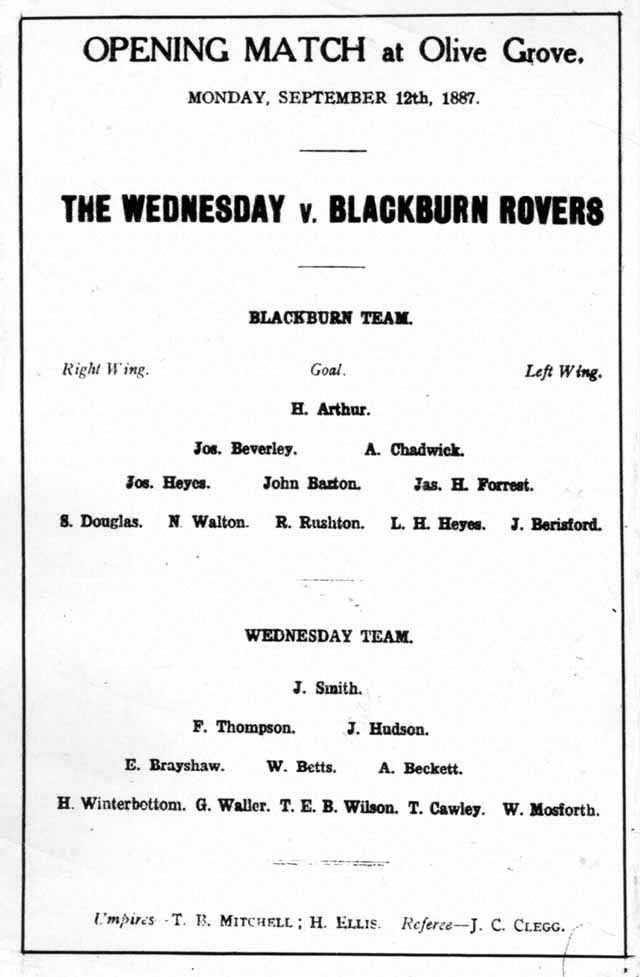
Anúncio de um jogo de 1887 entre Blackburn Rovers e Sheffield Wednesday. Os jogadores de ambos os times estão dispostos na formação 2–3–5.

No futebol, os esquemas táticos (ou formações) são as formas de um treinador organizar sua equipe dentro de campo. A posição do jogador em uma formação normalmente define se um jogador tem um papel principalmente defensivo ou ofensivo, e se ele tende a jogar centralmente ou em direção a um lado do campo. Todos os esquemas possuem diferenças em sua configuração, e também na forma de como cada jogador é orientado. Os esquemas são tipicamente identificados por três números, que indicam o número de jogadores na defesa, meio-campo e ataque, respectivamente.
Ressalta-se, neste ponto, que a dimensão da tática no futebol não se restringe ao posicionamento dos jogadores no campo de jogo. Na literatura científica, aspectos associados a estas referências espaciais situam-se no plano estratégico do jogo. Neste ponto, embora comumente associe-se o termo "esquemas táticos" à disposição dos jogadores no campo de jogo, sugere-se que o conceito de tática vá além desta mera questão espacial. Especificamente, suporta-se na literatura científica que a tática se apresenta como a solução para as tarefas-problema que emergem no jogo. Assim, recomenda-se o termo "plataforma de jogo" para referir-se à disposição espacial dos jogadores e o termo "tática" para referir-se às tomadas de decisão que ocorrem no jogo.

## Terminologia
As formações são descritas categorizando os jogadores (não incluindo o goleiro) de acordo com seu posicionamento ao longo (não transversalmente) do campo, com os jogadores mais defensivos sendo dados primeiro. Por exemplo, 4–4–2 significa quatro defensores, quatro meio-campistas e dois atacantes.
Tradicionalmente, aqueles dentro da mesma categoria (por exemplo, os quatro meio-campistas em um 4–4–2) geralmente jogariam como uma linha bastante plana no campo, com aqueles mais abertos geralmente jogando em uma posição um pouco mais avançada. Em muitas formações modernas, esse não é o caso, o que levou alguns analistas a dividir as categorias em duas faixas separadas, levando a formações de quatro ou até cinco números. Um exemplo comum é 4–2–1–3, onde os meio-campistas são divididos em dois jogadores defensivos e um ofensivo; como tal, essa formação pode ser considerada um tipo de 4–3–3. Um exemplo de uma formação de cinco números seria 4–1–2–1–2, onde o meio-campo consiste em um meia-defensivo, dois meias-centrais e um meia-atacante; isso às vezes é considerado um tipo de 4–4–2 (especificamente um 4–4–2 diamante, referindo-se ao formato de losango formado pelos quatro meio-campistas).
O sistema de numeração não estava presente até que o sistema 4–2–4 foi desenvolvido na década de 1950.

## Formações históricas
Nas partidas de futebol do século XIX, o futebol defensivo não era jogado, e as escalações refletiam a natureza totalmente ofensiva desses jogos.
No primeiro jogo entre nações, Escócia contra Inglaterra em 30 de novembro de 1872, a Inglaterra jogou com sete ou oito atacantes em uma formação 1–1–8 ou 1–2–7, e a Escócia com seis, em uma formação 2–2–6. Para a Inglaterra, um jogador permaneceria na defesa, pegando bolas soltas, e um ou dois jogadores vagariam pelo meio-campo e chutariam a bola para o campo para os outros jogadores perseguirem. O estilo de jogo inglês na época era todo sobre excelência individual e os jogadores ingleses eram famosos por suas habilidades de drible. Os jogadores tentavam levar a bola para a frente o máximo possível e somente quando não pudessem prosseguir mais, eles a chutavam para a frente para outra pessoa perseguir. A Escócia surpreendeu a Inglaterra ao realmente tocar a bola entre os jogadores. Os jogadores de campo escoceses eram organizados em pares e cada jogador sempre tentava passar a bola para seu parceiro designado. Ironicamente, com tanta atenção dada ao jogo ofensivo, o jogo terminou empatado em 0 a 0.

### 2–3–5 (ou Pirâmide)

A formação Pirâmide.

A primeira formação bem-sucedida de longo prazo foi registrada em 1880. No entanto, em Association Football, publicado por Caxton em 1960, o seguinte aparece no Vol II, página 432: "Wrexham ... o primeiro vencedor da Welsh Cup em 1877 ... pela primeira vez certamente no País de Gales e provavelmente na Grã-Bretanha, um time jogou com três meio-campistas e cinco atacantes ...".
O 2–3–5 era originalmente conhecido como "Pirâmide", com a formação numérica sendo referenciada retrospectivamente. Na década de 1890, era a formação padrão na Inglaterra e se espalhou por todo o mundo. Com algumas variações, foi usado pela maioria dos times de alto nível até a década de 1930.
Pela primeira vez, um equilíbrio entre ataque e defesa foi alcançado. Ao defender, o trio de meio-campistas era o primeiro a enfrentar os atacantes adversários; quando estes eram superados, os defensores encontravam os atacantes como a última linha de defesa. O defensor central (zagueiro) teve um papel fundamental tanto ajudando a organizar o ataque do time quanto marcando o centroavante adversário,  supostamente um dos jogadores mais perigosos.
Essa formação foi usada pelo Uruguai para vencer os Jogos Olímpicos de 1924 e 1928 e também a Copa do Mundo FIFA de 1930. Foi essa formação que deu origem à convenção de números de camisa aumentando de trás para a direita.

#### 2–3–2–3 (Metodoou WW)

A formação Metodo (WW).

O Metodo foi idealizado por Vittorio Pozzo, técnico da Itália na década de 1930. Uma derivação da escola danubiana, pode ser chamado de WW (se o goleiro estiver na parte inferior). O sistema era baseado na formação 2–3–5; Pozzo percebeu que seus meio-campistas precisariam de mais apoio para serem superiores ao meio-campo dos adversários, então ele puxou dois dos atacantes para bem na frente do meio-campo, criando uma formação 2–3–2–3. Isso criou uma defesa mais forte do que os sistemas anteriores, além de permitir contra-ataques eficazes. A seleção italiana venceu duas Copas do Mundo consecutivas, em 1934 e 1938, usando esse sistema. Foi argumentado que o FC Barcelona e o Bayern de Munique de Pep Guardiola usaram uma versão moderna dessa formação. Essa formação também é semelhante ao padrão do futebol de mesa, com dois defensores, cinco meio-campistas e três atacantes (que não podem ser alterados, pois os "jogadores" são montados em eixos).

### 3–2–2–3 (WM)

A formação WM.

A formação WM, nomeada em homenagem às letras que lembram as posições dos jogadores em seu diagrama, foi criada em meados da década de 1920 por Herbert Chapman do Arsenal para combater uma mudança na lei do impedimento em 1925. A mudança reduziu o número de jogadores adversários que os atacantes precisavam entre eles e a linha de gol de três para dois. Isso levou à introdução de um zagueiro para parar o centroavante adversário e tentou equilibrar o jogo defensivo e ofensivo. A formação se tornou tão bem-sucedida que, no final da década de 1930, a maioria dos clubes ingleses adotou o WM. Retrospectivamente, o WM foi descrito como 3–2–5 ou como 3–4–3, ou mais precisamente como 3–2–2–3, refletindo as letras que o simbolizam. A lacuna no centro da formação entre os dois meias de arranque, algo como os volantes, e os dois atacantes internos, algo como os meia-atacantes, porém considerados uma posição do campo de ataque, permitiu ao Arsenal contra-atacar efetivamente. O WM foi posteriormente adaptado por vários lados ingleses, mas nenhum conseguiu aplicá-lo da mesma forma que Chapman. Isso se deveu principalmente à raridade comparativa de jogadores como Alex James. Ele foi um dos primeiros armadores da história do jogo e o centro em torno do qual o Arsenal de Chapman girava.
No futebol italiano, a formação WM era conhecida como Sistema, e seu uso na Itália levou mais tarde ao desenvolvimento da formação Catenaccio. A formação WM foi usada pela Alemanha Ocidental durante a Copa do Mundo FIFA de 1954. Ela é anterior ao Metodo de Pozzo e fez mudanças mais radicais no sistema amplamente utilizado naquela época: a formação 2–3–5.

### 3–2–3–2 (MM)
A formação MM é chamada assim de acordo com a convenção atual do diagrama, que é o goleiro na parte inferior. No entanto, é chamada de formação WW se o goleiro for retratado na parte superior, como era costume na época. Foi criada pelo húngaro Márton Bukovi, que transformou a formação 3–2–2–3 (WM) em uma 3–2–3–2 ao efetivamente virar o "W" avançado de cabeça para baixo (ou seja, W para M). A falta de um centroavante eficaz na equipe de Bukovi exigiu mover um atacante de volta para o meio-campo para criar um meia-atacante, com outro meio-campista instruído a se concentrar na defesa. Isso se transformou em uma formação 3–2–1–4 ao atacar e voltou para 3–2–3–2 quando a posse é perdida. Essa formação foi descrita por alguns como uma espécie de elo genético entre o WM e o 4–2–4 e também foi usada com sucesso pelo compatriota de Bukovi, Gusztáv Sebes, no Time de Ouro da Hungria no início da década de 1950.

### 3–3–4
A formação 3–3–4 era semelhante à WM, com a notável exceção de ter um meia-atacante (em oposição ao atacante interno) implantado como um planejador de meio-campo ao lado dos dois meias-laterais. Essa formação era comum durante os anos 1950 e início dos anos 1960. Um dos melhores expoentes do sistema foi o time vencedor do Tottenham Hotspur em 1961, que implantou um meio-campo de Danny Blanchflower, John White e Dave Mackay. O FC Porto venceu a Primeira Liga de 2005–06 usando essa formação incomum sob o comando do técnico Co Adriaanse.

### 4–2–4

A formação 4–2–4.

A formação 4–2–4 tenta combinar um ataque forte com uma defesa forte, e foi concebida como uma reação à rigidez do WM. Também pode ser considerada um desenvolvimento posterior do MM. O 4–2–4 foi a primeira formação a ser descrita usando números.
Enquanto os desenvolvimentos iniciais que levaram ao 4–2–4 foram concebidos por Márton Bukovi, o crédito pela criação do 4–2–4 cabe a duas pessoas: Flávio Costa, o técnico do Brasil no início dos anos 1950, assim como outro húngaro, Béla Guttman. Essas táticas pareciam ser desenvolvidas de forma independente, com os brasileiros discutindo essas ideias enquanto os húngaros pareciam colocá-las em prática. O 4–2–4 totalmente desenvolvido só foi "aperfeiçoado" no Brasil, no entanto, no final dos anos 1950. Costa publicou suas ideias, o "sistema diagonal", no jornal brasileiro O Cruzeiro, usando esquemas e, pela primeira vez, a descrição da formação por números. O "sistema diagonal" foi outro precursor do 4–2–4 e foi criado para estimular a improvisação nos jogadores. O próprio Guttmann se mudou para o Brasil no final da década de 1950 para ajudar a desenvolver essas ideias táticas usando a experiência de treinadores húngaros.
A formação 4–2–4 fez uso dos níveis crescentes de habilidade e preparo físico dos jogadores, visando usar efetivamente seis defensores e seis atacantes, com os meio-campistas realizando ambas as tarefas. O quarto defensor aumentou o número de jogadores defensivos, mas principalmente permitiu que eles ficassem mais próximos, permitindo assim uma cooperação eficaz entre eles, o ponto é que uma defesa mais forte permitiria um ataque ainda mais forte.
O meio-campo relativamente vazio dependia de defensores que agora deveriam ser capazes não apenas de roubar a bola, mas também segurá-la, passá-la ou até mesmo correr com ela e iniciar um ataque. Portanto, essa formação exigia que todos os jogadores, incluindo os defensores, fossem de alguma forma habilidosos e com iniciativa, tornando-a um ajuste perfeito para as mentes dos jogadores brasileiros. O 4–2–4 precisava de um alto nível de consciência tática, pois ter apenas dois meio-campistas poderia levar a problemas defensivos. O sistema também era fluido o suficiente para permitir que a formação mudasse ao longo do jogo.
O 4–2–4 foi usado pela primeira vez com sucesso a nível de clubes no Brasil pelo Santos, e foi usado pelo Brasil em suas vitórias na Copa do Mundo de 1958 e na Copa do Mundo de 1970, ambas com Pelé e Mário Zagallo, este último jogando em 1958 e treinando em 1970. A formação foi rapidamente adotada em todo o mundo após o sucesso brasileiro. Sob a gestão de Jock Stein, o Celtic venceu a Taça dos Clubes Campeões Europeus de 1966–67 e chegou à final da Taça dos Clubes Campeões Europeus de 1969–70 usando esta formação.

## Formações contemporâneas

### 4–3–3

A formação 4–3–3.

O 4–3–3 foi um desenvolvimento do 4–2–4, e foi jogado pelo Brasil na Copa do Mundo de 1962, embora um 4–3–3 também tenha sido usado anteriormente pelo Uruguai nas Copas do Mundo de 1950 e 1954. O jogador extra no meio-campo permite uma defesa mais forte, e o meio-campo pode ser escalonado para efeitos diferentes. Os três meio-campistas normalmente jogam juntos para proteger a defesa e se movem lateralmente pelo campo como uma unidade coordenada. A formação geralmente é jogada sem meias-laterais. Os três atacantes se dividem pelo campo para espalhar o ataque, e pode-se esperar que marquem os laterais adversários em vez de recuar para ajudar seus próprios laterais, como fazem os meias-laterais em um 4–4–2.
Um 4–3–3 escalonado envolvendo um meia-defensivo (geralmente numerado cinco) e dois meias-atacantes (numerados oito e dez) era comum na Itália, Argentina e Uruguai durante as décadas de 1960 e 1970. A variedade italiana de 4–3–3 era simplesmente uma modificação do WM, convertendo um dos dois meias-laterais em um líbero, enquanto as formações argentina e uruguaia eram derivadas do 2–3–5. A seleção nacional que tornou isso famoso foi a Holanda das Copas do Mundo de 1974 e 1978, embora a seleção não tenha vencido nenhuma delas.

### 4–4–2

A formação 4–4–2.

Essa formação era a mais comum no futebol nas décadas de 1990 e início dos anos 2000, na qual os meio-campistas eram obrigados a trabalhar arduamente para apoiar tanto a defesa quanto o ataque: normalmente, espera-se que um dos meias-centrais suba o campo o mais frequentemente possível para apoiar a dupla de atacantes, enquanto o outro desempenha um "papel de contenção", protegendo a defesa; os dois meias-laterais devem subir pelas laterais até a linha de gol nos ataques e, ao mesmo tempo, proteger os laterais.
Mais recentemente, comentaristas notaram que, no nível mais alto, o 4–4–2 está sendo gradualmente eliminado em favor de formações como o 4–2–3–1. Em 2010, nenhum dos campeões dos campeonatos espanhol, inglês e italiano, nem da Liga dos Campeões, dependia do 4–4–2. Após a eliminação da Inglaterra na Copa do Mundo de 2010 para a Alemanha, que jogava em 4–2–3–1, o técnico da seleção inglesa, Fabio Capello (que obteve notável sucesso com o 4–4–-2 no Milan na década de 1990), foi criticado por jogar com uma formação 4–4–2 "cada vez mais ultrapassada".
Um dos motivos para o uso parcialmente descontinuado da formação 4–4–2 no nível mais alto do futebol é a sua falta de domínio central contra outras formações, como o 4–3–3, devido à presença de apenas dois meio-campistas mais centralizados. A menor presença numérica na área central do campo dificulta tanto a obtenção quanto a retenção da bola contra formações que utilizam três ou mais meio-campistas centralizados. Para combater esses problemas, foram criadas variações da formação clássica, como o 4–1–2–1–2.

#### 4–4–2 diamante

A formação 4–4–2 diamante.

O 4–4–2 diamante (também descrito como 4–4–2 losango ou 4–1–2–1–2) desloca o meio-campo. A largura na equipe deve vir dos laterais que avançam. O meia-defensivo às vezes é usado como um armador recuado, mas precisa permanecer disciplinado e proteger os quatro defensores atrás dele. [19] O meia-atacante é o jogador criativo, responsável por pegar a bola e distribuí-la para os meias-laterais ou fornecer passes longos para os dois atacantes. [20] Os dois meias-laterais ficam mais internos no campo e atuam quase como meias-centrais. Quando fora de posse de bola, o meio-campo de quatro deve recuar e auxiliar a defesa, enquanto os dois atacantes devem estar livres para o contra-ataque.
Como não há atacantes nas pontas ou meias-laterais mais abertos, os meias-laterais tendem a fornecer a largura de ataque da equipe em um 4-4-2 em formato de losango. No entanto, se os centroavantes se moverem para as pontas e os outros dois meio-campistas avançarem, os meias-laterais podem inverter e ocupar o espaço que o meio-campista do seu lado deixou vago. Isso garante que o losango seja mantido após uma rotação.

### 4–5–1

A formação 4–5–1.

4–5–1 é uma formação conservadora, já que o acúmulo do meio-campo central dificulta a construção do jogo pelo adversário. No entanto, se os dois pontas do meio-campo desempenham um papel mais ofensivo, pode ser comparado ao 4–3–3. Devido à "proximidade" do meio-campo, os atacantes do time adversário frequentemente ficam sem posse de bola. Devido ao atacante solitário, no entanto, o centro do meio-campo também tem a responsabilidade de avançar. O meia-defensivo frequentemente controla o ritmo do jogo. Esse esquema permite uma melhor distribuição dos jogadores em campo na marcação, quando o time não tem a bola. Normalmente é usado o sistema de "back line", isto é: todos os jogadores atrás da linha da bola participando diretamente da marcação, às vezes com exceção do atacante.
Jogar desta forma também permite às equipes uma transição rápida para o ataque. O meio-campo normalmente se distribui com dois jogadores pelos lados e três mais centralizados. Assim, geralmente quando o time retoma a bola, os meio-campistas das pontas encostam no atacante se tornando praticamente pontas. Os outros três meio-campistas saem com a bola e organizam o jogo na tentativa de chegar ao ataque.

#### 4–3–2–1
Na formação 4–3–2–1, comumente descrita como a formação "árvore de Natal", composta por três meias-centrais e dois meias-atacantes. Em uma rotação, o meio dos três meias-centrais pode atuar como meia-atacante, enquanto um dos meias-atacantes joga em uma posição livre e os outros dois meias-centrais atuem mais defensivamente. No entanto, também é comum que os três meias-centrais se transformem em meias-defensivos enérgicos, proporcionando o talento individual dos dois meias-atacantes à frente. A formação "árvore de Natal" é considerada uma formação relativamente estreita e depende de defensores laterais para garantir presença nas áreas laterais. A formação também é relativamente fluida. Durante o jogo aberto, um dos meio-campistas pode deslocar-se para o flanco para adicionar presença adicional.

#### 4–2–3–1
Uma formação flexível em perspectivas para orientação defensiva ou ofensiva, já que tanto os meias-laterais quanto os defensores laterais podem se juntar ao ataque. É usada para manter a posse de bola e parar os ataques adversários, controlando a área do meio-campo. O atacante solitário pode ser muito alto e forte para segurar a bola enquanto seus meio-campistas e laterais se juntam a ele no ataque. O atacante também pode ser muito rápido. Nesses casos, a defesa adversária será forçada a recuar cedo, abrindo espaço para o meia-atacante. Essa formação é usada especialmente quando um meia-atacante deve ser destacado. Diferentes equipes e técnicos têm diferentes interpretações do 4–2–3–1, mas um fator comum entre todos eles é a presença do pivô duplo. O pivô duplo é o uso de dois meias-defensivos de contenção à frente da defesa.
Nos últimos anos, com os laterais assumindo papéis ofensivos cada vez mais importantes, os jogadores de linha (sejam meias-laterais ou pontas) têm a responsabilidade defensiva de rastrear e imobilizar os laterais adversários.

### 4–6–0
Uma formação altamente não convencional, o 4–6–0 é uma evolução do 4–2–3–1, em que o centroavante é trocado por um jogador que normalmente joga como trequartista (ou seja, no "buraco"). Sugerida como uma possível formação para o futuro do futebol, a formação sacrifica um atacante de ponta pela vantagem tática de uma linha de quatro meias-atacantes móveis, atacando de uma posição que os defensores adversários não conseguem marcar sem serem retirados de posição. Devido à inteligência e à velocidade exigidas pelos quatro meias-atacantes para criar e atacar qualquer espaço deixado pelos defensores adversários, no entanto, a formação requer uma linha de quatro meias-atacantes muito habilidosa e bem treinada. Devido a essas exigências dos meias-atacantes e à novidade de jogar sem um artilheiro de verdade, a formação foi adotada por pouquíssimos times, e raramente de forma consistente. Tal como acontece com o desenvolvimento de muitas formações, as origens e os criadores são incertos, mas sem dúvida a primeira referência a uma equipe profissional adotando uma formação semelhante é a Romênia de Anghel Iordănescu nas oitavas de final da Copa do Mundo da FIFA de 1994, quando a Romênia venceu a Argentina por 3 a 2.

### 3–4–3

A formação 3–4–3.

Utilizando um 3–4–3, espera-se que os meio-campistas dividam seu tempo entre o ataque e a defesa. Ter apenas três defensores dedicados significa que, se o time adversário romper o meio-campo, terá uma chance maior de marcar do que com uma configuração defensiva mais convencional, com quatro defensores. No entanto, os três atacantes permitem uma maior concentração no ataque. Essa formação é usada por times com mentalidade mais ofensiva.

### 3–5–2
O 3–5–2 é um esquema tático como opção menos defensiva que o 4–4–2. Na defesa, foi adicionado um líbero, enquanto os defensores laterais foram colocados mais à frente como meias-laterais. O líbero tem importância fundamental neste esquema. É ele o jogador que orienta a defesa, desarma adversários e cria as jogadas de ataque. Para este ataque funcionar, o meio-campo deve ter jogadores com capacidade de marcação. No lado defensivo do esquema, cada zagueiro fica incumbido de marcar um atacante, enquanto o líbero, que pode se posicionar na frente ou atrás da defesa, "na sobra", auxiliando o setor defensivo. Os meias-defensivos ajudam na proteção da entrada da área e os meias-laterais recuam para defender as laterais.

### 5–3–2

A formação 5–3–2.

Esta formação tem três defensores centrais, possivelmente com um atuando como líbero. Este sistema mescla as posições de lateral com a de meia-lateral, cuja função é trabalhar o flanco ao longo de todo o campo, apoiando tanto a defesa quanto o ataque. Em nível de clubes, o 5–3–2 foi notoriamente empregado por Helenio Herrera em seu time da Inter de Milão nas décadas de 1960 e 1970, influenciando muitos outros times italianos da época. O Brasil que venceu a Copa do Mundo da FIFA de 2002 também empregou esta formação com seus laterais Cafu e Roberto Carlos, dois dos mais conhecidos defensores desta posição, e três defensores centrais, Lúcio, Edmílson e Roque Júnior.

### 5–4–1
Esta é uma formação particularmente defensiva, com um atacante isolado e uma defesa compacta. Novamente, porém, alguns laterais ofensivos podem alternar como meias-laterais e fazer com que esta formação se assemelhe a um 3–6–1. Um dos casos mais famosos de seu uso é a Grécia campeã da Eurocopa de 2004.